# Pomorske zastave
Pomorske zastave općeniti je naziv za zastave koje se rabe na moru, odnosno na brodovima i drugim plovilima. Posebnu vrstu pomorskih zastava čine vojnopomorske ili ratne pomorske zastave.
Obilježavanje brodova znakovima i simbolima kao pretečama današnjih zastava bilo je poznato od davnina. Običaj isticanja zastave ili drugih obilježja na brodovima bio je već rasprostranjen u starih civilizacija, stoga su vjerojatno takva obilježja bila znak identifikacije i pripadnosti broda. Zastave od tkanine rabili su Kinezi oko 1000 godina prije naše ere, a na egipatskim i grčkim brodovima oznake su isticane na jedrima, što je bio svojevrsni signal raspoznavanja, jer su bile uočljive iz daljine. Takav način označavanja pripadnosti na jedrima održao se gotovo do kraja srednjeg vijeka. Usporedno s ovakvim označavanjem brodova pojavljuju se i zastave kao oznake državne pripadnosti. Ipak, zastave su kao obilježje i oznaka pripadnosti sporo dobivale mjesto na brodovima. Tek uspostavljanjem stalnih ratnih mornarica zastave poprimaju značenje isticanja državnog suvereniteta. U mornarice se uvode tek od 15. stoljeća.
Zastave ratne mornarice u početku se nisu razlikovale od državnih zastava. Tek kasnije postaje uobičajeno da se zastava ratne mornarice razlikuje od državne, pa i od zastave trgovačke mornarice. Međutim u nekim državama zastava ratne mornarice identična je državnoj zastavi.
Na suvremenim brodovima općenito se rabi cijeli niz različitih zastava. Neke od njih služe za označavanje pripadnosti broda (državne, ali druge, mogu označavati i domaću luku ili slično). Druge zastave služe za prikazivanje statusa broda (trgovački, ribarski, vojni, u državnoj službi i sl.), a treće pak služe kao komunikacijski signali te se njima prenose navigacijske i druge operativne poruke s broda na brod ili s broda na kopno (danas su propisani Međunarodnim signalnim kodeksom). Na kraju, postoji i skupina zastava koje označavaju prisutnost visokih gostiju, državnih dužnosnika ili vojnih časnika na brodu. U pravilu postoji više zastava koje se koriste istodobno za iskazivanje državne pripadnosti broda, ovisno o njegovom statusu, položaju u luci odnosno na otvorenom moru i o drugim okolnostima, kao što su vremenski uvjeti ili isticanje zastave u dane praznika.

## Neke vrste pomorskih zastava

### Pomorska ili krmena zastava
Pomorska zastava, također i krmena zastava, zastava je koja se ističe na krmi broda u svrhu označavanja državne pripadnosti broda. Na ratnim brodovima, vojnopomorska zastava je primarna brodska zastava. Ističe se u pravilu tijekom dnevnog svjetla u svakom slučaju kad je brod moguće opaziti s kopna, drugog broda ili iz zrakoplova U mornaricama širom svijeta krmena zastava se svečano ističe svako jutro (obično u 8:00 sati) te se spušta sa zalaskom sunca. Također, stara je tradicija koja se danas nalazi među odredbama međunarodnih ratnih običaja, da se krmena zastava ističe tijekom bitke. Čak i kad je zbog borbenih djelovanja srušena, mora se što prije zamijeniti novom.

### Pramčana zastava
Pramčana zastava je zastava, obično manja, koja se u određenim prilikama ističe na pramčanom stijegu (najčešće ratnog) broda kao znak državne pripadnosti. Ova se zastava u pravilu razlikuje po dizajnu od krmene zastave, a kod ratnih mornarica koje koriste vojnopomorsku zastavu koja je izgledom jednaka zastavi trgovačke mornarice, ona je indikacija vojne namjene broda u smislu međunarodnih pomorskih propisa.

### Zapovjedna zastava
Zapovjedna zastava je vrsta položajne zastave kojom se označava prisutnost pomorskog zapovjednika na ratnom brodu. Zapovjedne zastave u pravilu su zastava državnog poglavara, ministra obrane, zapovjednika mornarice te zastave admiralskih činova.

### Rangovna zastava
Rangovna (redna) zastava je vrsta položajne zastave kojom se iskazuje prisustvo na ratnom brodu osoba koje imaju visoki položaj u državnoj hijerarhiji, vojsci, diplomaciji, ali nemaju pravo pomorskog zapovijedanja. S rangovnim zastavama obilježavalo se i prisustvo na brodu članova vladarske kuće (carice, nadvojvode i sl.). Rangovne zastave novijeg su datuma. U novijoj hrvatskoj terminologiji rabi se izraz redna zastava.

### Plamenac
Plemenac je zastavica koja se oblikom razlikuje od zastava; često su u obliku lastavičjeg repa ili trokutasta. Dok su zapovjedne i rangovne zastave vezane uz čin ili funkciju, plamenci se odnose isključivo na zapovjedne dužnosti. Pravo na vijenja plamenaca imaju na ratnim brodovima samo zapovjednici koji zapovijedaju plovnom jedinicom, odnosno zapovjednici brodova.

### Signalne zastave
Sustav međunarodnih pomorskih signalnih zastava' način je predstavljanja individualnih slova abecede koji služe kao komunikacijski signali te se njima prenose navigacijske i druge operativne poruke s broda na brod ili s broda na kopno. Sastavni je dio Međunarodnog signalnog kodeksa.

### Brodarska zastava
Brodarsko zastava, zastava tvrtke, odnosno kućna zastava, zastava je trgovačkog društva koja je vlasnik broda ili je njegov unajmitelj.